# Список хокимов областей Узбекистана
Хоким (узб. hokim / ҳоким) — глава местного исполнительного органа власти в Узбекистане. Список хокимов Узбекистана с 4 января 1992 года, то есть со времени ликвидации исполкомов и введения должностей глав администраций областей. Согласно пункту 15 статьи 93 Конституции, хокимы областей и города Ташкент назначаются и освобождаются президентом Республики Узбекистан по представлению премьер-министра. Области приведены в алфавитном порядке. Хокимы приведены в хронологическом порядке.
Зарплата главы области составляет 1,9 млн сумов (226 долларов, 85 тысяч тенге) на 2019 год.

## Ташкент
1. Фазылбеков, Атхамбек Ибрагимович (4 января 1992—1994)
2. Туляганов, Козим Носирович (1994—2001)
3. Шаабдурахманов, Рустам Мавзурович (26.09.2001 — 22.04.2005)
4. Тухтаев, Абдукаххар Хасанович (22.04.2005 — 18.02.2011)
5. Усманов, Рахмонбек Джахонгирович (18.02.2011 — 26.04.2018)
6. Артыкходжаев, Джахонгир Абидович (21.12.2018 — 16.01.2023), (с 26.04.2018 по 21.12.2018 — и. о. хокима)
7. Умурзаков, Шавкат Буранович (с 23.03.2023 — н.в.)

## Андижанская область
1. Холмирзаев, Каюм Холмирзаевич (21 февраля 1992[4][5] — 6 февраля 1993)
2. Обидов, Кобилджон Гафурович (6 февраля 1993[6] — 10.1996)
3. Юсупов, Машариф Юсупович и. о. (1996—1997)
4. Обидов, Кобилджон Гафурович (30 апреля 1997 — 25 мая 2004)
5. Бегалиев, Сайдулло Бегалиевич (25 мая 2004-13 октября 2006 г.)
6. Усманов, Ахмаджон Тугилович (13 октября 2006—2013)
7. Абдурахманов, Шухратбек Кушакбаевич (с 26.04.2013 — по наст. вр.)

## Бухарская область
1. Ядгаров, Дамир Салихович (28 января 1992[7] — март 1994)
2. Рахмонов Мавлон Рахимович (18.03.1994-14.12.1996)
3. Хусенов, Самойдин Косимович (1996-12.2011)
4. Эсанов, Мухиддин Турдиевич (с 27.12.2011- 16.12.2016)
5. Барноев, Уктам Исаевич (с 16.12.2016- 27.02.2020)
6. Камалов, Карим Джамалович (с 29.03.2020 — 22.08.2020)
7. Умаров, Фарход Бакоевич (28 августа 2020[8] — 7 ноября 2020)
8. Зарипов, Ботир Комилович (7.11.2020 — по наст. вр.)

## Джизакская область
1. Турсунов, Эркин (11 февраля 1992[9] — 3.04.1993)
2. Тошкентбоев, Алишер Холмурадович (3.04.1993-1996)
3. Мирзиёев, Шавкат Миромонович (11.9.1996-11.9.2001)
4. Яманкулов, Убайдулла Яхшибоевич (14.09.2001—14.02.2007)
5. Анарбаев, Муса (14.02.2007—2009)
6. Халбутаев, Махмуд Парсаматович (24.02.2009—2009)
7. Исмаилов, Сайфиддин Умарович (14.01.2010-23.12.2016)
8. Узаков, Улугбек Юлдашевич[10] (23.12.2016-2017)
9. Салиев, Эргаш Алибекович[11][12] (30.10.2017 — 18.12.2024).
10. Улугбек Мавлонович Мустафоев (18.12.2024 и.о.)

## Кашкадарьинская область
1. Хидиров, Темир Пулатович (27 января 1992[13] — 29 ноября 1995)
2. Пармонов, Озод Давранович (29 ноября 1995 — 3 июня 1998)[14]
3. Бегматов, Шухрат Рахимович (3 июня 1998 — 28 июля 2000)[15]
4. Хамидов, Бахтияр Султанович (28 июля 2000-26 декабря 2002)[16]
5. Зайниев, Нуриддин Зайниевич (26 декабря 2002 — 30 ноября 2011)
6. Джураев, Туроб Икрамович (2011—2013)[17]
7. Рузиев, Зафар Шаропович (конец сентября 2013 — 26 октября 2019)
8. Мирзаев, Зоир Тоирович (26 октября 2019 — 17 ноября 2021)
9. Азимов, Муротжон Бердиалиевич (18 ноября 2021— по наст. вр.)

## Навоийская область
1. Айдаркулов, Абдухалик Абдурахманович (28 января 1992[7]—5.01.1995[18])
2. Гаффаров, Хаят Рахимович (5.01.1995[19] — 11 ноября 1998)
3. Дилов, Гайбулло Дилович (11 ноября 1998 — 31.05.2002)
4. Рузиев, Бахриддин Муртазаевич (31.05.2002 — 12.12.2008)
5. Турдимов, Эркинжон Окбутаевич (12.12.2008 — 16 декабря 2016)[20]
6. Турсунов, Кобул Бекназарович (25.12.2016 — 8 ноября 2021)[21]
7. Турсунов, Нормат Тулкунович (8 ноября 2021 — по наст. вр.)

## Наманганская область
1. Рапигалиев, Бургутали Рапигалиевич (27 января 1992[7] — 6 ноября 1996)
2. Джаббаров, Тулкин Отахонович (6 ноября 1996 — 17.09.2004)[22]
3. Нажмиддинов, Икромхон Хошимхонович[23][24] (17.09.2004 — 2009)
4. Юсупов, Баходир Турсунович (2009 — 26.11.2015)[25]
5. Бозаров, Хайрулло Хайитбаевич (26.11.2015 — 25.09.2020)[26]
6. Абдуразаков, Шавкатжон Шокирджанович (с 25 сентября 2020 — по наст. вр.)

## Самаркандская область
1. Абдурахманов, Пулат Маджидович (24 февраля 1992[27] — ноябрь 1995)
2. Мардиев, Алишер Мардиевич (ноябрь 1995 — 9 ноября 1998)
3. Рузиев, Эркин Махмудович (9 ноября 1998 — сентябрь 2001)
4. Мирзиёев, Шавкат Миромонович (11.09.2001 — 11.12.2003)
5. Халмурадов, Рустам Ибрагимович (16.12.2003 — 9.07.2004)
6. Нурмуратов, Мамаризо Бердимуратович (10.07.2004 — 12.2006)
7. Бахрамов, Аъзамхон Усмонович[28](Врио 12.2006 —2008)
8. Барноев, Уктам Исаевич (15.04.2008 — 17.12.2010)
9. Мирзаев, Зоир Тоирович (17.12.2010 — 15.12.2016)
10. Окбутаев, Химмат Кучкарович (23.12.2016 — 12.06.2017)
11. Джураев, Туроб Икрамович (13.06.2017 — июль 2018 года[29])
12. Турдимов, Эркинжон Окбутаевич (с июля 2018 года[30][31])

## Сурхандарьинская область
1. Бердыев, Хаким Эшбаевич (24 февраля 1992[27] — 15 апреля 1993[32])
2. Норалиев, Джура Норалиевич (15 апреля 1993[33] — 24 марта 2000 г.)[34]
3. Алимджанов, Бахтияр Мамажонович (2000—2002 годы)
4. Кодиров, Ташмирзо Уракович (21.02.2001 — 1.06.2004)
5. Эшмуратов, Абдулхаким Хушбокович (1.06.2004 − 25.03.2008)
6. Джураев, Турапжон Икрамович (С 25.03.2008)
7. Чориев, Нормумин Аманович (12.2011 —и. о., с 15.06.2012 — 19.12.2013)[35]
8. Мамараимов, Тожимурод Нормуродович (8 января 2015[36] — 16 декабря 2016)
9. Турдимов, Эркинжон Окбутаевич (16 декабря 2016 года — июль 2018 года)[20]
10. Пулатов, Баходир Бахтиярович (и. о. c 12 июля 2018 года[31][37] по 1 апреля 2018 года[38][39])
11. Боболов, Тура Абдиевич (и. о. с 1 апреля 2019 года[39])

## Сырдарьинская область
1. Махмудов, Ботыр Махмудович (11 февраля 1992[9]— 9 октября 1993)
2. Хасанов, Гуломкодир Ботиралиевич (13 октября 1993 — 28 октябрь 1996)
3. Исмаилов, Уктам Кучкорович (1996 год — февраль 2000)
4. Исраилов, Алишер Хужамович (2000 — 28 ноября 2002 года)[40]
5. Хайдаров, Равшан Хайдарович (28.11.2002 — 26.11.2004[41]);
6. Джалалов, Абдурахим Абдурахманович (26.11.2004[42] — 09.2009);
7. Ашурматов, Ойбек Шодмонкулович (09.2009 — декабрь 2016)
8. Мирзаев, Гофуржон Ганиевич (15 декабря 2016[43] — наст. вр)

## Ташкентская область
1. Сайдалиев, Сайфулла Довирович (8 февраля 1992[44]— 9 декабря 1993)[45]
2. Икрамов, Мирзамурод Бердимуродович (9 декабря 1993[46]— 9 января 1995[47])
3. Рузиев, Эркин Махмудович (9 января 1995[48]— 9 ноября 1998)
4. Мирзакулов, Уммат Маматкулович (12.01.2000 — 29.01.2004)
5. Туляганов, Козим Носирович[49] (29.01.2004 — 07.11.2005)
6. Куччиев, Мирзамашрап Раззакович (7.11.2005 — 2008)
7. Холматов, Рустам Курбонназарович (16.12.2008 — 2013)[50]
8. Усманов, Ахмад Тугилович (1 апреля 2013 — 4.02.2016)[51][52][53]
9. Абдуллаев, Содик Собитович (4 февраля — 12 августа 2016)[54]
10. Эргашходжаев, Исламджан Джасурович (и. о.) (12 августа — 15 декабря 2016)[55]
11. Бабаев, Шукурулло Хабибуллаевич (15 декабря 2016[56] — 30 октября 2017)
12. Ибрагимов, Гуломжон Иномович (30 октября 2017 — 4 июня 2019[57])
13. Холматов, Рустам Курбонназарович (и. о. с 4 июня 2019[58] — 30 января 2021)
14. Хидоятов, Даврон Абдулпаттахович (и.о с 30 января 2021, 19 марта 2021 утверждён — 18 ноября 2021)
15. Мирзаев, Зоир Тоирович (18 ноября 2021 — наст. время)

## Ферганская область
1. Фазылов, Гуламджон (21 февраля 1992[5] —1992)
2. Исломов, Мирзажон Юлдошевич (18 июля 1992 — 14 февраля 1997)
3. Муминов, Нуъмон (14 февраля 1997 — 15 января 2000)
4. Отабоев, Алишер Абдужалилович (15 января 2000 — 15 октября 2004[59][60])
5. Нурматов, Шермат Нурматович (15 октября 2004[61] — 19 октября 2006)
6. Абдуллаев, Абдухашим Абдуллаевич (19 октября 2006 — 6 марта 2008)
7. Гафуров, Маматисок Бойматович (6 марта 2008 — 12 ноября 2008)
8. Нематов, Хамиджон Халикович (и. о. с августа 2009, 19 января 2010 — 5 ноября 2011)
9. Ганиев, Шухрат Мадаминович (с 7 ноября 2011 в качестве и. о., 14 декабря 2012 — 25 сентября 2020)
10. Бозаров, Хайрулло Хайитбаевич (с 25 сентября 2020 — наст. время)

## Хорезмская область
1. Джуманиязов, Маркс Джуманиязович (27 января 1992[13]— 8 января 1996)
2. Юсупов, Искандар (январь 1996 — февраль 1999)[62]
3. Бабаджанов, Ислам Алимович (26.03.1999-15.02.2008)
4. Оллаберганов, Оллаберган Хаитбоевич (С 15.02.2008)
5. Бободжанов, Пулат Раззакович (24.01.2012 — 4.9.2017)
6. Собиров, Илгизар Матякубович (2017 — 21.04.2018)
7. Эрманов, Фарход Уразбаевич (21 апреля 2018—2022)
8. Рахимов, Джурабек Рахимович (с декабря 2022, в том числе и. о. с декабря 2022[63] по март 2023[64])